# Denis (film, 2013)
Pour les articles homonymes, voir Denis.
Pour plus de détails, voir Fiche technique et Distribution.
Denis est une comédie française réalisée par Lionel Bailliu, sortie en 2013.

## Synopsis
Par deux fois, Vincent a cru rencontrer la femme de sa vie. Par deux fois, elles l’ont quitté pour le même homme, Denis. Vincent est maintenant en couple avec Anna.

## Fiche technique
- Titre : Denis
- Réalisation : Lionel Bailliu
- Scénario : Lionel Bailliu, Laurent Roggero
- Dialogues : Lionel Bailliu, Fabrice Éboué, Laurent Roggero et Jean-Paul Rouve
- Directeur de la photographie : Stéphane Le Parc
- Ingénieur du son : Laurent Benaïm, François-Joseph Hors et Emmanuel Augeard
- Montage : Vincent Zuffranieri
- Musique : Alexandre Azaria
- Producteur : Caroline Adrian et Antoine Rein
- Production : Delante Films, M6 Films, SND et Cinémage 6
- Distribution : SND
- Pays :  France
- Genre : comédie
- Durée : 1 h 25
- Sortie :
  -  France : 1er mai 2013

## Box-office
Le film est un échec lors de sa sortie avec seulement 44 000 entrées en France et reste seulement une semaine à l'affiche.

## Distribution
- Fabrice Éboué : Vincent
- Jean-Paul Rouve : Denis
- Audrey Dana : Anna
- Sara Giraudeau : Nathalie
- Simon Astier : Mathieu
- Amelle Chahbi : Isabelle
- Charlotte des Georges : Mathilde
- François Bureloup : le notaire
- Emiliano Suarez : Roberto l'Enclume
- Jean Masini : L'Ange Bleu
- Olivier Varanceau : Bulldozer
- Jorge Gomes Lourenco : Thimothée
- Christophe Agius : Le commentateur
- Jean-Louis Barcelona : Cyclope, un catcheur
- Camille L. Girardet : un catcheur
- Laurent Yaigre : le catcheur gothique
- David Salles : le client de la fleuriste